# Folkets hus, Fräntorp

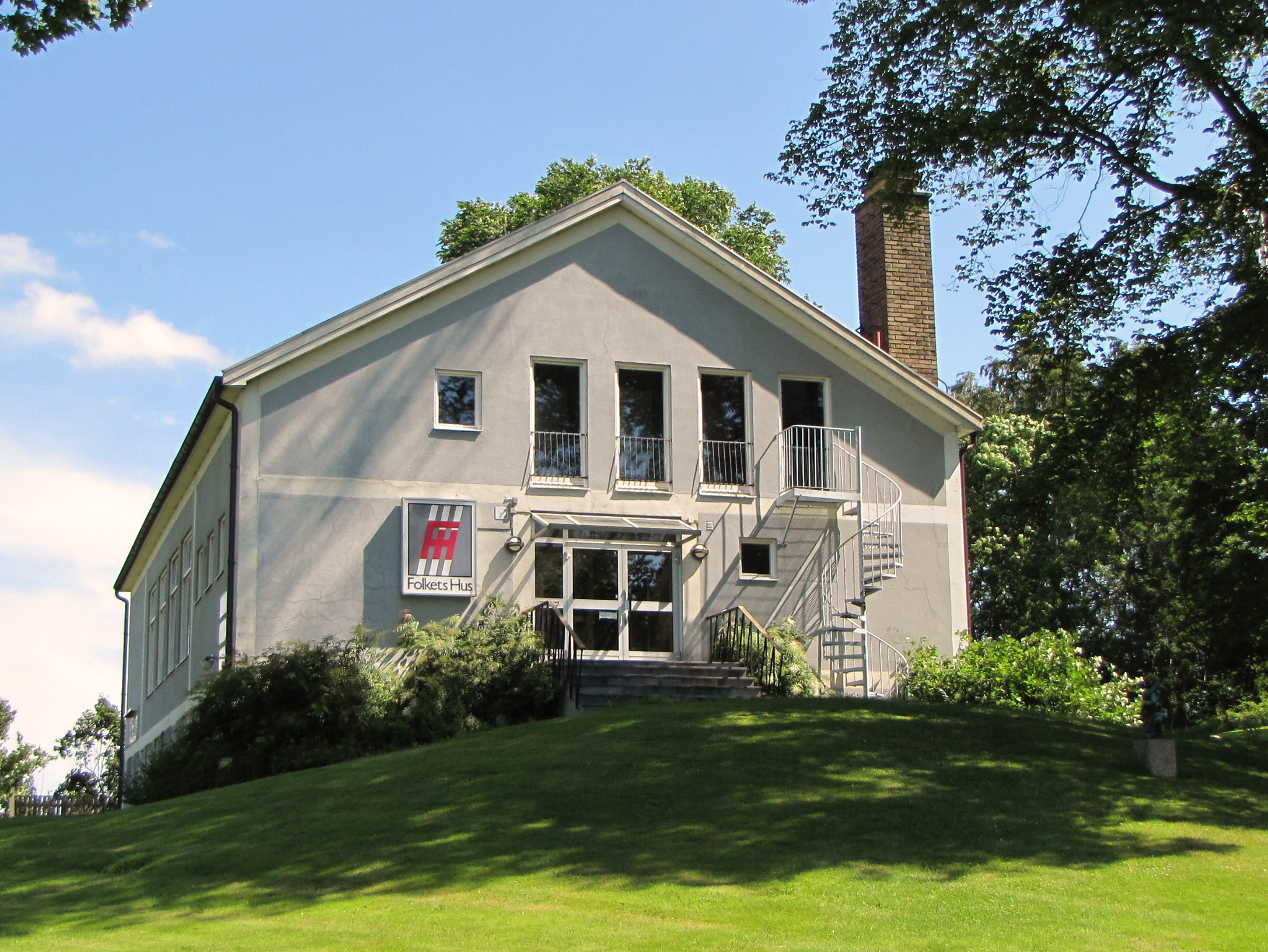
Fräntorps Folkets Hus.

Fräntorps Folkets hus ligger i stadsdelen Sävenäs i östra Göteborg. Byggnaden ligger på samma plats som huvudbyggnaden för Fräntorps säteri tidigare låg.

## Historia
Fräntorps Folkets hus invigdes den 3 september 1954. Men redan 1937 uppkom tanken bland fräntorpsborna att bygga en gemensamhetslokal och en förening med namnet Fräntorps Lokalförening startades. Syftet var att bygga ett hus för att hålla Fräntorps Egnahemsförenings möten samt att ha en fast samlingspunkt i Fräntorp för studieverksamhet, föreningsliv och nöje. 1941 beslöt man sig för att ansluta sig till Folkets husföreningarnas Centralorganisation (FHC) och bytte samtidigt namn till Fräntorps Folkets hus Förening (FFHF). 
Det skulle dock ta 17 år innan huset stod färdigt och kunde invigas. Dels tog det lång tid att samla ihop pengar till bygget, dels kom Andra världskriget emellan med ransoneringar och restriktioner på byggvaror. Under tiden diskuterades vilka olika verksamheter som skulle kunna vara en del av huset och hur huset skulle utformas för att kunna inhysa dessa. Bland annat undersöktes förutsättningar både för bibliotek och gymnastiksal. Till slut bestämdes att byggnaden ska inrymma en stor samlingslokal med scen och loger samt en liten samlingslokal på övervåningen. I källaren byggdes en andelstvätt.

## Verksamhet
Idag används huset till dans, teater, yogakurser, barnkalas, LAN med mera. Varje år utgår ett fackeltåg från Fräntorps Folkets hus upp i en skogsglänta där barnen kan träffa Jultomten. 